# Gieorgij Markow
Gieorgij Mokiejewicz Markow (ros. Гео́ргий Моке́евич Ма́рков, ur. 7 kwietnia?/20 kwietnia 1911 we wsi Nowokuskowo w guberni tomskiej, zm. 25 września 1991 w Moskwie) – I sekretarz (1971–1986) i przewodniczący Zarządu Związku Pisarzy ZSRR (1986–1989), dwukrotny Bohater Pracy Socjalistycznej (1974 i 1984).

## Życiorys
Uczył się w szkole wiejskiej, w marcu 1924 wstąpił do Komsomołu, członek rejonowego komitetu Komsomołu w Tomsku, przewodniczący dziecięcego biura pionierów, był publicystą i redaktorem dziecięcych gazet pionierów Komsomołu. Od 1931 członek WKP(b), 1932 ukończył Tomski Uniwersytet Państwowy, od 1932 kierownik Wydziału Propagandy Komitetu Miejskiego Komsomołu w Nowosybirsku, od grudnia 1932 członek Syberyjskiego Krajowego Komitetu Komsomołu. Redaktor krajowej gazety młodzieżowej „Bolszewistskaja Smiena", od grudnia 1934 członek Biura Organizacyjnego KC Komsomołu na obwód omski, później członek Biura Komitetu Obwodowego Komsomołu w Omsku, był redaktorem gazety „Mołodoj Bolszewik”, 1935 po aresztowaniu brata wykluczony z partii i pozbawiony funkcji redaktora, wrócił do rodzinnej wsi. Od 1936 mieszkał w Irkucku, gdzie kierował studiem literackim przy bibliotece obwodowej i pracował nad swoim pierwszym dziełem literackim – romansem Strogowy, był też korespondentem irkuckich gazet „Wostoczno-Sibirskaja Prawda” i „Sowietskaja Mołodież”; w 1938 w piśmie „Nowaja Sibir” publikował pierwsze fragmenty romansu Strogowy pod pseudonimem Jegor Dubrawa; 1939 wydał pierwszą księgę tej powieści. Później wydał powieść Nad Juksą (t. 1-2, wyd. 1939–1946, wyd. pol. 1950) utrzymywaną w konwencji socrealizmu. W lipcu 1941 zgłosił się ochotniczo do Armii Czerwonej, był specjalnym korespondentem gazety „Na bojewom postu” Zabajkalskiego Okręgu Wojskowego, potem Frontu Zabajkalskiego. Od 1943 członek Związku Pisarzy ZSRR, 1945 jako żołnierz 17 Armii Frontu Zabajkalskiego brał udział w pochodzie przez Chingan i w rozgromieniu Armii Kwantuńskiej, w grudniu 1945 przeniesiony do rezerwy. Po wojnie zajmował się działalnością literacką w Irkucku, 1946 wydał drugą księgę powieści Strogowy, a 1948 samodzielne wydanie powieści „Sołdat Piechoty”; w 1946 przywrócono mu członkostwo w partii. Od 1949 pracował nad powieścią Sol ziemli (t. 1-2 1954–1960), w latach 50. był redaktorem almanachu „Nowaja Sibir” i sekretarzem odpowiedzialnym irkuckiej organizacji pisarzy, a od 1956 sekretarzem Zarządu Związku Pisarzy ZSRR, 1963–1964 wydał powieść Otiec i Syn. W latach 1969–1973 wydał w dwóch tomach socrealistyczną powieść Syberia (wyd. pol. 1976), był również autorem wspomnień Mój czas wojny (wyd. pol. 1983) i wielu esejów o literaturze. W latach 1971–1989 przewodził Związkowi Pisarzy ZSRR jako I sekretarz Zarządu (1971–1986) i przewodniczący Zarządu (1986–1989). Od 8 kwietnia 1966 do 30 marca 1971 był członkiem Centralnej Komisji Rewizyjnej KPZR, a od 9 kwietnia 1971 do 2 lipca 1990 członkiem KC KPZR. Od 1966 deputowany do Rady Najwyższej ZSRR. Honorowy obywatel Irkucka (1973) i Tomska (1981).

## Odznaczenia i nagrody
- Medal Sierp i Młot Bohatera Pracy Socjalistycznej (dwukrotnie – 27 września 1974 i 16 listopada 1984)
- Order Lenina (czterokrotnie – 28 października 1967, 19 kwietnia 1971, 27 września 1974 i 16 listopada 1984)
- Order Rewolucji Październikowej (17 kwietnia 1981)
- Order Czerwonego Sztandaru
- Order Wojny Ojczyźnianej I klasy (11 marca 1985)
- Order Czerwonego Sztandaru Pracy (18 kwietnia 1961)
- Nagroda Stalinowska III klasy (1951)
- Nagroda Leninowska (1976)
- Nagroda Leninowskiego Komsomołu (1984)

I medale.